# Cryptocephalus alesi
Cryptocephalus alesi es una especie de insecto coleóptero de la familia Chrysomelidae.
Fue descrita científicamente en 2001 por Medvedev & Bezdek.